# Ulrika Bergman
Ulrika Bergman (n. 11 iunie 1975, Östersund, Comitatul Jämtland, Suedia) este o jucătoare de curl suedeză, medaliată olimpică. A participat la o ediție a Jocurilor Olimpice (2006) în care a câștigat o medalie de aur.

## Participări
Lista de mai jos prezintă principalele competiții la care a participat Ulrika Bergman de-a lungul carierei.
- Curling ai XX Giochi olimpici invernali[*]